# Zweitspracherwerb
Zweitspracherwerb (auch Zweitsprachenerwerb) beschreibt den Prozess, bei dem eine zweite oder weitere Sprache nach der Erstsprache erworben wird. Je nachdem unter welchen Bedingungen eine neue Sprache erlernt wird, unterscheidet man zwischen den Begriffen Zweitsprache und Fremdsprache.
Die Zweitsprachenerwerbsforschung beschäftigt sich mit der Untersuchung der ablaufenden Prozesse beim Zweitsprachenerwerb. Zudem werden auch Einflussfaktoren und Voraussetzungen für einen erfolgreichen Zweitsprachenerwerb untersucht.
Seit den 1940er Jahren wird versucht den Zweitspracherwerb durch verschiedene Theorien und Hypothesen zu erklären. Darüber hinaus ist Deutsch als Zweitsprache seit den 1950er Jahren ein zunehmend wichtiges Forschungsfeld.

## Begriffsbestimmung
Die Zweitsprache ist die Sprache, die nach der Erstsprache gelernt wird – also die zweite erlernte Sprache. Der Begriff bezeichnet jedoch nicht nur die zweite gelernte Sprache nach der Erstsprache, sondern kann auch für eine dritte, vierte, fünfte Sprache usw. stehen. Ob wir von einer Zweitsprache oder einer Fremdsprache sprechen, hängt vom Erwerbskontext ab. Normalerweise wird die Abkürzung L2 als allgemeine Bezeichnung für eine Zweitsprache oder Fremdsprache verwendet. Die Abkürzung L1 gilt dementsprechend für die zuerst erworbene Sprache. Eine dritte Sprache (auch Tertiärsprache genannt) würde also mit L3 bezeichnet werden.
Wissenschaftler diskutieren darüber, ob der Erstspracherwerb auch ein doppelter oder dreifacher Erstspracherwerb sein kann (z. B. wenn ein Kleinkind die Sprachen beider Eltern als Erstsprache erlernt). Darüber hinaus ist man sich nicht einig, ab welchem Alter man noch von einem doppelten Erstspracherwerb spricht und ab wann es zu einem frühen Zweitspracherwerb kommt. Allerdings wird in vielen Theorien zum Spracherwerb ab dem dritten Lebensjahr nicht mehr von Erstspracherwerb gesprochen.

### Unterscheidung der Begriffe Zweitsprache und Fremdsprache
Der Begriff Zweitsprache wird in der internationalen Literatur ganz unterschiedlich definiert. In vielen Werken werden zum Beispiel die Begriffe Zweitsprache und Fremdsprache synonym benutzt. In Skandinavien und auch im deutschsprachigen Raum werden diese beiden Begriffe jedoch unterschieden. Dabei kommt es darauf an, in welchem Kontext der Lerner diese neue Sprache erwirbt.
Wenn der Lerner eine Sprache als Fremdsprache lernt, so findet dieser Spracherwerb im Rahmen eines formellen Unterrichts (z. B. in der Schule) statt. Deshalb nutzt der Lerner die erworbene Fremdsprache in der Regel auch nicht in seiner Freizeit.
Vom Zweitsprachenerwerb spricht man hingegen, wenn eine Sprache innerhalb einer Zielkultur gelernt wird. Dies ist z. B. der Fall, wenn ein Franzose in Deutschland die deutsche Sprache lernt. Der Hauptunterschied liegt also darin, dass die Zweitsprache auch zur Kommunikation im Alltag genutzt wird. Der Lerner verspürt daher ein dringenderes Bedürfnis diese Zweitsprache zu lernen. Zusätzlich zu dieser Alltagskommunikation kann der Lerner aber auch Unterricht in dieser Zweitsprache erhalten.
Dies bedeutet, dass ein Großteil des Zweitspracherwerbs ohne Lehr- und Lernhilfe stattfinden kann. Will man also terminologisch korrekt sein, so spricht man vom Fremdsprachen-Lernen und vom Zweitsprachen-Erwerben.
Trotz der oben genannten Definition der Begriffe Zweitsprache und Fremdsprache, bleibt es schwierig abzuwägen, wann man von einer Zweitsprache bzw. Fremdsprache spricht. Als Beispiel für diese Unklarheit kann die Nutzung des Englischen in Dänemark gesehen werden: Die dänischen Schüler lernen Englisch in einer gewissen Anzahl von Wochenstunden in der Schule. Doch die englische Sprache hat auch noch andere Funktionen für viele dänische Leute: Englisch wird zum Beispiel als offizielle Sprache vieler großer internationaler Unternehmen benutzt. Auch ein Teil des Unterrichts an einigen Universitäten findet auf Englisch statt. Zudem nutzen die Schüler die englische Sprache oft in ihrem Alltag, da alle englischsprachigen TV-Serien usw. auf Englisch ausgestrahlt werden. Die Schüler lernen das Englische also hauptsächlich in der Schule, nutzen die Sprache aber auch in ihrem Alltagsleben.

## Kognitive, affektive und soziale Sprachlernvoraussetzungen mit Einfluss auf den Erwerb einer Zweitsprache

### Einfluss der Erstsprache beim Zweitspracherwerb
Dem aktuellen Forschungsstand zufolge ist eine differenzierte Beherrschung der Erstsprache (L1) eine gute Voraussetzung für das Erlernen einer Zweitsprache (L2). Eine wenig differenzierte Beherrschung der L1 kann jedoch zum Lernhindernis werden.
Die Erstsprache beeinflusst das Verständnis und die Produktion einer Zweitsprache, wobei ihr Einfluss immer sowohl als Hilfe als auch als Hindernis gesehen werden kann. Oft wird in diesem Sinne von Transfer gesprochen. Aus kognitiver Sicht wird hier bereits existierendes Wissen aus der L1 ausgenutzt, um eine Zweitsprache verstehen und produzieren zu können. Es werden also Elemente oder Strukturen von einer Sprache auf eine andere übertragen. Es findet jedoch nicht nur ein Transfer von L1 auf L2 statt: Auch die Erstsprache kann durch den Erwerb einer Zweitsprache beeinflusst werden.
So können Ähnlichkeiten zwischen der Erstsprache und der Zweitsprache ein Gefühl von Vertrautheit beim Lerner auslösen. Für den Zweitspracherwerb kann dies positiv gewertet werden, da vertraute Inhalte kognitiv schneller verarbeitet werden können. Man spricht also von positivem Transfer. Fängt man an eine Zweitsprache zu erlernen, so fallen einem anfangs eher phonologische Ähnlichkeiten auf. Später werden eher semantische Ähnlichkeiten wahrgenommen. Jedoch ist es wichtig zu bemerken, dass auf allen sprachlichen Ebenen Ähnlichkeiten zu erkennen sind.
Allerdings kann das Erkennen von Ähnlichkeiten zwischen Wörtern der L1 und der L2 auch zu falschen Schlussfolgerungen führen. Es entsteht ein negativer Transfer, auch Interferenz genannt. So hat zum Beispiel das englische became nichts mit dem deutschen bekam zu tun. Hier spricht man in der Regel von „false friends“.
Werden also beim Erlernen einer Zweitsprache ähnliche Strukturen in der L2 entdeckt, fällt die Aneignung dieser Strukturen leichter. Verwandte Sprachen verlangen also lediglich eine Umstrukturierung der Wissensbestände. Es ist jedoch schwer diese Sprache auf hohem Niveau zu beherrschen, da die Nähe zwischen L1 und L2 Interferenzen begünstigt.
Ist die Distanz zwischen zwei Sprachen groß, so sind solche Umstrukturierungen nicht mehr möglich. Entferntere Sprachen verlangen also eine Neuorientierung. Der Erwerbsprozess ist aufwendiger, besonders in der Anfangsphase, wird aber später nicht durch etwaige Verwechslungen behindert.

### Affektive Faktoren: Motivation und Angst
Unter den affektiven Faktoren, die einen Einfluss auf den Zweitspracherwerb haben, wurde der Motivation und der Angst besonders viel Aufmerksamkeit geschenkt, da beide den Lernerfolg und die Schnelligkeit des Lernens maßgeblich beeinflussen.
Motivation bezeichnet die Bereitschaft auf ein gewisses Ziel, hier das Erlernen einer Sprache, hinzuarbeiten. Ein Lernender handelt motivierter, je wertvoller das angestrebte Ziel ist und je größer die Wahrscheinlichkeit ist, dass er sein Ziel erreichen wird.
In der Regel wird zwischen integrativen und instrumentalen Beweggründen unterschieden: Integrative Beweggründe zeigen sich, wenn ein Mensch eine Zweitsprache erlernen will, um mit den Mitgliedern dieser Sprachkultur in Kontakt zu treten. Er besitzt also eine positive Einstellung der Sprache und der Kultur gegenüber. Instrumentale Gründe betonen die pragmatischen Aspekte des Zweitspracherwerbs, ohne dass der Lerner echtes Interesse an einer Kommunikation mit den Mitgliedern dieser Sprachkultur hat. Der Lerner geht eher davon aus, dass die Zielsprache ihm für sein späteres Leben nützlich sein könnte.
Was den Faktor Angst betrifft, so konnte in Untersuchungen festgestellt werden, dass Sprechangst, Angst vor einer negativen Evaluation und Prüfungsangst sich negativ auf den Zweitspracherwerb auswirken.

### Lernstil und Persönlichkeitsfaktoren
Ein junger Zweig der Spracherwerbsforschung beschäftigt sich damit, wie der Lernstil eines Menschen seinen Zweit- oder Fremdspracherwerb beeinflusst. Denn die Art und Weise, wie ein Mensch Informationen wahrnimmt und verarbeitet, ist grundlegend für seinen Lernprozess. Deshalb sind mit dem Begriff Lernstil Präferenzen in Bezug auf die Informationsdarbietung und -verarbeitung gemeint (z. B. visuell, auditiv usw.). Aber auch Persönlichkeitsfaktoren wie Extrovertiertheit, Empathie oder Risikobereitschaft (besonders bei dem Sprechen) spielen eine wichtige Rolle.

### Soziale Faktoren
Die oben genannten Persönlichkeitsfaktoren werden durch externe, soziale Faktoren beeinflusst. Zum Beispiel beeinflussen die Häufigkeit und die Qualität der Kommunikation mit Zielsprachsprechern den Zweitspracherwerb. Aber auch Respekt und Unterstützung anderer Menschen kann den Zweitspracherwerb positiv beeinflussen.

### Alter
Die Forschung zum Einfluss des Faktors Alter beschäftigt sich hauptsächlich mit der Frage, ob Kinder besser neue Fremdsprachen lernen könnten als Erwachsene.
In den 1960er Jahren stellte Lenneberg die Hypothese auf, dass nur in einem bestimmten „kritischen Zeitraum“ zwischen zwei und zwölf Jahren ein vollständiger und erfolgreicher Zweitspracherwerb möglich wäre. Lenneberg zufolge besäße nur das präpubertäre Hirn die nötige Modellierbarkeit (auch Plastizität genannt), um erfolgreich eine weitere Sprache vollständig zu erlernen.
Rezente Forschungsergebnisse haben auch gezeigt, dass Kinder nicht nur neurologische Vorteile haben, sondern auch affektive und soziale (z. B. weniger Hemmungen und mehr Kontakte).
Nach heutigem Erkenntnisstand kann man jedoch davon ausgehen, dass Kinder und Jugendliche zwar die besseren Voraussetzungen haben, ein weit fortgeschrittenes zweitsprachliches Niveau zu erreichen. Dennoch können auch Erwachsene durch intensives Training ein muttersprachenähnliches Niveau erreichen.
Dieser altersabhängige Unterschied lässt sich hauptsächlich durch eine unterschiedliche Lautwahrnehmung erklären: Kinder sind eher in der Lage, ihnen unbekannte Laute wahrzunehmen. Erwachsene neigen wegen der starken Prägung durch ihre L1 eher dazu, sprachliche Laute zu ignorieren, die in ihrer L1 irrelevant sind.

### Sprachlernerfahrung
Je nachdem wie viele Fremd- und Zweitsprachen ein Lernender zuvor gelernt hat, verfügt er über mehr oder weniger Sprachlernerfahrung. Damit ist gemeint, dass Lernende Lerntechniken und -strategien, aber auch Erwartungen aus vorherigen Sprachlernerfahrungen auf ihren aktuellen Lernkontext übertragen. Der Unterschied zwischen Lernenden, die zuvor bereits eine Fremdsprache gelernt haben, und jenen Lernenden, die keine solchen Vorerfahrungen besitzen, liegt vor allem im affektiven und persönlichkeitsbezogenen Bereich: Mißler fand in einer Untersuchung heraus, dass Lerner mit Sprachlernerfahrung ambiguitätstoleranter waren, höhere Erfolgserwartungen hatten, (geringfügig) risikobereiter waren und auch ein positiveres Selbstkonzept hatten.

## Lerntheorien und Hypothesen vor dem Hintergrund von Zweisprachigkeit

### Lerntheoretische Ansätze
Die verschiedenen lerntheoretischen Modelle sind zum Teil aufgrund von Schwächen bei anderen Modellen entstanden und existieren aus diesem Grund oft nebeneinander, auch wenn sie in vielen Fällen nicht miteinander vergleichbar sind. Dies ist darauf zurückzuführen, dass bei den verschiedenen Modellen unterschiedliche Arten von empirischen Daten erhoben wurden und dies anhand von unterschiedlichen Methoden.
- Der behavioristische Ansatz

Zwischen den 1940er und den 1970er Jahren standen behavioristische Spracherwerbstheorien beim Lernen einer Zweitsprache im Vordergrund. Das Lernen von Sprachen wird als ein Prozess der Konditionierung gesehen. Um eine bestimmte Reaktion (response) zu erhalten, benutzt man einen Reiz (stimulus) sowie positive Verstärkung. Das Ziel ist, die Reaktion durch Wiederholung als eigenständige Aktion zu verinnerlichen, ohne dass dafür ein Reiz notwendig ist. Das Lernen einer Sprache wird demnach durch ständige Imitation und Üben vorangetrieben, wobei Fehler sofort korrigiert werden sollen. Aus dem behavioristischen Ansatz geht hervor, dass die Erstsprache als Interferenzquelle für Fehler beim Lernen einer Zweitsprache verantwortlich sein kann.
- Der nativistische Ansatz

Der nativistische Ansatz bezieht sich beim Lernen einer Sprache darauf, dass der Mensch von Geburt an gewisse sprachliche Fähigkeiten besitzt, die entfaltet werden müssen. Der Spracherwerb wird also als Reifungsprozess angesehen, bei dem bestimmte Sprachkenntnisse von innen kommen. Die Nativisten sind nicht der Meinung, dass ein Kind eine Sprache lernen kann, ohne einen gewissen Input zu bekommen. Trotzdem ist der sprachliche Output von größerer Bedeutung als der sprachliche Input.
Noam Chomsky gehört zu den wichtigsten Vertretern des Nativismus und ist für die Hypothese der Universalgrammatik, eine angeborene sprachenspezifische Grundausstattung. Für ihn verläuft die sprachliche Entwicklung in fast allen Sprachen und Kulturen ähnlich, so dass man beim Lernen einer Sprache gewisse Elemente wie zum Beispiel die Grammatik nicht lernen muss.
- Der kognitive Ansatz

Kognitive Spracherwerbstheorien besagen, dass Lernen anhand der Auseinandersetzung des Lernenden mit seiner Umwelt geschieht. Der Spracherwerb wird im Gegensatz zum Behaviorismus als ein kreativer Prozess und nicht nur Imitation angesehen, wobei neues Wissen auf der Basis vorhandenen Wissens verarbeitet wird.
Die Sprachentwicklung des Menschen kann als Teil der allgemeinen kognitiven Entwicklung gesehen werden, weil er seine sprachliche Entwicklung im Einklang mit seiner gesamten biologischen und sonstigen Entwicklung bringt.
- Interaktionistischer und soziokultureller Ansatz

Der interaktionistische Ansatz bezieht sich darauf, dass Spracherwerb durch eine enge Wechselbeziehung zwischen dem Kind und seiner Umwelt stattfindet, wobei die Interaktion zwischen Mutter und Kind als erste Wechselbeziehung angesehen werden kann. Beim Interaktionismus sind also das Kind und seine Bezugsperson an einer emotional motivierten und intentional gesteuerten Kommunikation beteiligt und die Entwicklung der Sprache und Kommunikation sind untrennbar miteinander verbunden.

### Hypothesen
Basierend auf den unterschiedlichen Lerntheorien ist eine ganze Reihe von Hypothesen entstanden. Diese sind nicht alle zur gleichen Zeit entstanden, sind jedoch teilweise eng miteinander verbunden oder bauen aufeinander auf.
- Die Kontrastivhypothese

Die Kontrastivhypothese geht von der Annahme aus, dass Strukturunterschiede zwischen der Erst- und Zweitsprache zu Lernschwierigkeiten führen kann. Sind die Strukturen der beiden Sprache relativ ähnlich, können diese transferiert werden und der Lernprozess verläuft ohne Probleme. Sind die Strukturen jedoch unterschiedlich, sind die Lernschwierigkeiten und Interferenzmöglichkeiten hoch. Es besteht also die Möglichkeit, aufgrund der Informationen über die jeweiligen Sprachen eine Prognose abzugeben, wie hoch der Grad der Lernschwierigkeiten ausfallen könnte.
- Die Identitätshypothese

Die Identitätshypothese geht davon aus, dass der Erwerb der Zweitsprache im Prinzip dem Erstspracherwerb gleich ist, was also als Gegenstück zur Kontrastivhypothese angesehen werden kann. Belegt wird dies vor allem durch die Untersuchungen von Dulay & Burt (1974) mit dem Bilingual-Syntax-Measure-Test, bei dem der Erwerb von englischen grammatischen Morphemen bei fünf- bis achtjährigen chinesischen und spanischen Kindern analysiert wurde. Festgestellt wurde, dass trotz der unterschiedlichen Erstsprachen eine völlige Übereinstimmung bei der Erwerbsfolge der Morpheme vorhanden war. Kritisiert wurden bei der Identitätshypothese vor allem die Untersuchungsmethoden und die Annahme universaler Spracherwerbsprozesse als Basis der Hypothese.
- Die Interlanguagehypothese

Die Interlanguage (zu Deutsch meist Interimssprache genannt) ist ein eigenständiges sprachliches Übergangssystem, das beim Lernen einer Zweitsprache auftaucht. Diese Zwischensprache ist sowohl systematisch als auch variabel und hat Züge von der Erst- und Zweitsprache sowie von unabhängigen sprachlichen Einheiten. Sie ist sehr dynamisch, so dass korrekte und abweichende Einheiten nebeneinander zur Verfügung stehen. Die Interlanguagehypothese wird als eine Art Kompromiss zwischen der Kontrastiv- und Identitätshypothese gesehen.
- Die Monitorhypothese

Die Monitorhypothese bezieht sich darauf, dass die Zweitsprache im Rahmen sozialer Situationen und sprachlichem Handeln erworben wird. Bei diesem Prozess lernt das Kind systematisch und zielorientiert gewisse Regeln, welche die sprachlichen Äußerungen des Kindes überwachen. Dieses Regelsystem kann als Monitor bezeichnet werden. Diese stehen dem Lerner jedoch nur vor und nach der Äußerung zur Korrektur zur Verfügung. Das Sprechen in der Zweitsprache indes ist Ergebnis von unbewusstem Erwerben.
- Die Inputhypothese, Outputhypothese und Interaktionshypothese

Die Inputhypothese beschäftigt sich mit der Annahme, dass der sprachliche Input eine zentrale Rolle beim Aneignen einer Zweitsprache spielt. Wird ein Kind mit neuem Wissen konfrontiert, so integriert es diese Informationen in den vorhandenen sprachlichen Wissensbestand, auch wenn es dies nicht immer bewusst tut. Wichtig ist, dass der Input von Bedeutung sein muss, damit er eine Wirkung haben kann.
Bei der Outputhypothese geht es darum, dass dem Output eine hohe Bedeutung beim Spracherwerbsprozess zugewiesen wird. Lernende müssen demzufolge die Möglichkeit bekommen, ihren Output kooperativ zu entwickeln, zu modifizieren und zu korrigieren.
Die Interaktionshypothese geht davon aus, dass Umgebungsfaktoren den Zweitspracherwerb beeinflussen. Diese können anhand von Aufmerksamkeitslenkung und lernerseitigen Verarbeitungskapazitäten beeinflusst werden. Die Entfaltung dieses mentalen Potenzials gelingt am besten durch die Aushandlung von Bedeutung.

## Deutsch als Zweitsprache (DaZ)
Gemäß unserer Definition wird die deutsche Sprache nur im deutschsprachigen Raum als Zweitsprache erworben (also in Deutschland, Österreich usw.). Das Phänomen DaZ kann als eine Begleiterscheinung von Einwanderungsprozessen gesehen werden. Seit den 1970er Jahren wird der Erscheinung DaZ gesellschaftliches und wissenschaftliches Interesse geschenkt. Zu diesem Zeitpunkt löste auch der Begriff „Deutsch als Zweitsprache“ die bis zu diesem Zeitpunkt gebräuchliche Bezeichnung „Gastarbeiterdeutsch“ ab.
Seit den 1970er Jahren wurde viel zum Thema DaZ geforscht, besonders im Bereich der Zweitsprachendidaktik. Für die DaZ-Sprachförderung von Grund- und Förderstufenschülern sind spezielle Konzepte entwickelt worden, wie etwa das nach dem Jahr 2000 erarbeitete Konzept der Performativen Spiele.